# Lipotriches montana
Lipotriches montana är en biart som först beskrevs av Heinrich Friese 1930.  Lipotriches montana ingår i släktet Lipotriches och familjen vägbin. Inga underarter finns listade i Catalogue of Life.